# 古代ペルシア楔形文字
古代ペルシア楔形文字（こだいペルシアくさびがたもじ、こだいペルシアせっけいもじ）は、古代ペルシア語を記すためにアケメネス朝で使用された文字。紀元前6世紀から紀元前4世紀までの碑文がペルセポリス、スーサ、ハマダーン（エクバタナ）、ナクシェ・ロスタム、バビロンなどの地に残るが、そのうちもっとも長文でかつ重要なものはベヒストゥン碑文である。
楔形文字の一種であるが、他の楔形文字が音節文字と表語文字の組み合わせであるのと異なり、基本的に音素文字（アルファベット）である。左から右へと横書きする。

## 概要
古代ペルシア楔形文字は他の楔形文字に似た外見をしているが、それは見た目の類似にすぎず、他の楔形文字とは関係がない。ただし、外来語にのみ現れる「l ()」のみは、アッカド語の音節文字 la に由来する。
古代ペルシア楔形文字がどのようにして作られたかは不明である。時代の明らかな最古の資料はダレイオス1世の時代のものであり、ダレイオス1世が自らの功績を書き記すために制定したのかもしれない。キュロス2世のものと言われる刻文も存在するが、実際にキュロス2世の時代に刻まれたかどうかはよくわからない。ku () と ru () の専用の文字が存在し、かつ筆画が簡単であるのは、「キュロス」(kuruš, )の名前を書くためとする説もある。
現存する碑文の大部分はダレイオス1世と次のクセルクセス1世の時代のものであるが、その後もアルタクセルクセス3世の時代まで使われた。

## 文字体系
古代ペルシア楔形文字の筆画はきわめて単純で、横棒・縦棒・「く」の字型 (Winkelhaken) の3種類の筆画の組み合わせからなる。筆画どうしは交差しない。音素文字はとくに簡単で、2画から5画までの間におさまっている。
古代ペルシア楔形文字の主要な部分である音素文字は36文字からなっている。母音は a i u の3字、子音は22の音に対して33字があるが、これは一部の文字が後続する母音によって字を使いわけるためである。なぜ一部の文字だけにこのような使いわけがあるかは不明である。

### 母音表記
| 字   | A | I | U |
| 翻字 | a | i | u |

古代ペルシア語の母音は a i u ā ī ū ai au āi āu があったと考えられているが、表記の上では以下のような制約がある。
- 母音の長短を文字の上で区別しない。
- 語頭以外では短い a は表記しない（長いa、すなわち ā は a と書く）。したがって、子音のうしろに母音が続かないとき、そこに母音a があるか、子音だけであるかは常にあいまいである。
- 後続する母音によって子音を書きわける場合、二重母音 ai au と i u を区別することができる。たとえば（ = dai（d(a)+i）、 = di（di+i））。子音を書きわけない場合はこの区別ができないため、例外的に ai/au の a が書かれること（/）がある。

### 子音表記
| 字   | BA | CA | DA | FA | GA | HA | JA | KA | LA | MA | NA | PA | RA | SA | SHA | SSA | TA | THA | VA | XA | YA | ZA |
| 翻字 | b  | č  | d  | f  | g  | h  | j  | k  | l  | m  | n  | p  | r  | s  | š   | ç   | t  | θ   | v  | x  | y  | z  |
| 字   |    |    | DI |    | -  |    | JI | -  |    | MI |    |    |    |    |     |     |    |     | VI |    |    |    |
| 翻字 |    |    | di |    |    |    | ji |    |    | mi |    |    |    |    |     |     |    |     | vi |    |    |    |
| 字   |    |    | DU |    | GU |    | -  | KU |    | MU | NU |    | RU |    |     |     | TU |     | -  |    |    |    |
| 翻字 |    |    | du |    | gu |    |    | ku |    | mu | nu |    | ru |    |     |     | tu |     |    |    |    |    |

語末子音は m r š （  ）のみが書かれる。ほかの子音は単に書かれなかったのか、それとも実際に発音されなかったのかは不明である。

### その他表記
ほかにもいくつかの正書法上の制約がある。
- hi は通常 h （、*）とのみ書かれる。hu は単に u （、*）と書かれる。
- 音節末の n や、閉鎖音の前の m は表記されない。
- [r̩] は [ar] と区別されない。

### 約物
単語の区切りを表すために斜線（）を使用する。

### 表語文字の存在
音素文字のほかに表語文字が8種類あり、「王、国、地、神、アフラ・マズダー」を意味する。
| 字                        | 読み           | 意味               |
| ------------------------- | -------------- | ------------------ |
| AURAMAZDAA · AURAMAZDAA-2 | A(h)uramazdā   | アフラ・マズダー   |
| AURAMAZDAAHA              | A(h)uramazdāha | アフラ・マズダーの |
| XSHAAYATHIYA              | xšāyaθiya      | 王                 |
| DAHYAAUSH · DAHYAAUSH-2   | dahyāuš        | 国                 |
| BAGA                      | baga           | 神                 |
| BUUMISH                   | būmiš          | 地                 |

### 数字
数字は以下のものがある。たとえば27は （20+2+2+2+1） のように表す。
| 字   | ONE | TWO | TEN | TWENTY | HUNDRED |
| 意味 | 1   | 2   | 10  | 20     | 100     |

## 解読
1711年にジャン・シャルダンが、1712年にエンゲルベルト・ケンペルが、それぞれ紀行文の中に楔形文字の模写を載せているが、解読はできなかった。
西洋での古代ペルシア楔形文字の研究は、1765年にカルステン・ニーブールがペルセポリス刻文を模写し、1778年に公刊したことにはじまる。
1802年にゲオルク・フリードリヒ・グローテフェントは、それまでの研究と、アヴェスター語の知識、サーサーン朝碑文の知識、ヘロドトスの著作などに出現する古代ペルシアの王名などを利用し、ニーブールの写した刻文2つの解読を示した。グローテフェントの解読は当初は認められなかったが、後に（誤りも多いものの）基本的に正しいことが確認された。
グローテフェント以降、ラスムス・ラスク、ウジェーヌ・ビュルヌフ、クリスチャン・ラッセン、ヘンリー・ローリンソン、ジュール・オッペールらの努力によって、古代ペルシア楔形文字は19世紀半ばまでにほぼ完全に読めるようになった。
古代ペルシアの碑文は多言語のものが多く、そのうちの古代ペルシア語が読めるようになったことによって、他の言語の解読の道が開けた。

## Unicode
Unicodeでは U+103A0 から U+103DF までを古代ペルシア楔形文字に使用する。50字が符号位置を割りあてられている。
|         | 0 | 1 | 2 | 3 | 4 | 5 | 6 | 7 | 8 | 9 | A | B | C | D | E | F |
| U+103Ax | 𐎠 | 𐎡 | 𐎢 | 𐎣 | 𐎤 | 𐎥 | 𐎦 | 𐎧 | 𐎨 | 𐎩 | 𐎪 | 𐎫 | 𐎬 | 𐎭 | 𐎮 | 𐎯 |
| U+103Bx | 𐎰 | 𐎱 | 𐎲 | 𐎳 | 𐎴 | 𐎵 | 𐎶 | 𐎷 | 𐎸 | 𐎹 | 𐎺 | 𐎻 | 𐎼 | 𐎽 | 𐎾 | 𐎿 |
| U+103Cx | 𐏀 | 𐏁 | 𐏂 | 𐏃 |   |   |   |   | 𐏈 | 𐏉 | 𐏊 | 𐏋 | 𐏌 | 𐏍 | 𐏎 | 𐏏 |
| U+103Dx | 𐏐 | 𐏑 | 𐏒 | 𐏓 | 𐏔 | 𐏕 |   |   |   |   |   |   |   |   |   |   |